# 奇普里安·图多瑟
奇普里安·图多瑟（羅馬尼亞語：Ciprian Tudosă，1997年3月31日—），罗马尼亚男子赛艇运动员。他曾代表罗马尼亚参加2020年夏季奥林匹克运动会赛艇比赛，获得男子双人单桨无舵手银牌。